# Атакуле
Атакуле е сред главните забележителности на Анкара, Турция.
Представлява 125-метрова наблюдателна и комуникационна кула, разположена в квартал Чанкая. Разположена е на хълм и при ясно време може да бъде видяна от почти цяла Анкара.
Построяването на кулата продължава от 1987 до 1989 г., неин дизайнер е архитектът Раджъп Булуч. Официалното откриване на кулата е на 13 октомври 1989 г. от тогавашния президент Тургут Йозал.
|  | Тази страница частично или изцяло представлява превод на страницата Atakule в Уикипедия на английски. Оригиналният текст, както и този превод, са защитени от Лиценза „Криейтив Комънс – Признание – Споделяне на споделеното“, а за съдържание, създадено преди юни 2009 година – от Лиценза за свободна документация на ГНУ. Прегледайте историята на редакциите на оригиналната страница, както и на преводната страница, за да видите списъка на съавторите. ВАЖНО: Този шаблон се отнася единствено до авторските права върху съдържанието на статията. Добавянето му не отменя изискването да се посочват конкретни източници на твърденията, които да бъдат благонадеждни. |